# Isthmiade rugosifrons
Isthmiade rugosifrons är en skalbaggsart som beskrevs av Dmytro Zajciw 1972. Isthmiade rugosifrons ingår i släktet Isthmiade och familjen långhorningar. Inga underarter finns listade i Catalogue of Life.